# Proces s krajskými tajemníky
Proces s krajskými tajemníky neboli proces se skupinou stranických pracovníků čili oficiálně proces s pomahači protistátního spikleneckého centra byl vykonstruovaný politický proces s vysokými komunistickými funkcionáři, který navazoval na Slánského proces. Konal se 26. až 28. ledna 1954 před Nejvyšším soudem v Praze. Obžalováni a odsouzeni za velezradu byli Marie Švermová (hlavní obžalovaná procesu, doživotí), Jarmila Taussigová (25 let), Mikuláš Landa a Bedřich Hájek (po 20 letech), Ervin Polák (18 let), Vítězslav Fuchs a Hanuš Lomský (po 15 letech). Všichni obžalovaní se u soudu ke své smyšlené „trestné činnosti“ pod nátlakem doznali. Podobně jako jejich údajní spoluspiklenci ze „Slánského centra“ pak byli v 60. letech rehabilitováni. 